# Pan y Rosas (agrupación)
Pan y Rosas es una agrupación feminista originaria de Argentina e integrada al Partido de los Trabajadores Socialistas (PTS). Perteneciente a la corriente del feminismo socialista, es impulsada por la Fracción Trotskista - Cuarta Internacional, que se encuentra presente en catorce países.

## Historia

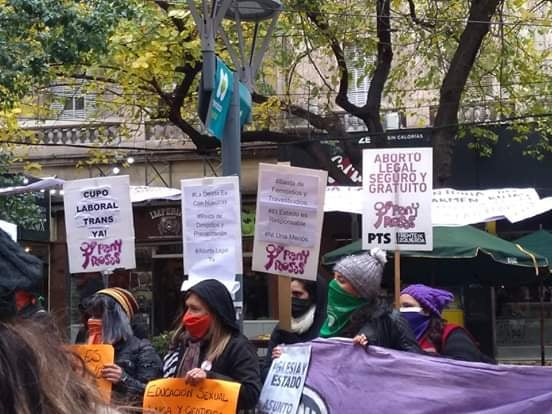
Militantes de Pan y Rosas marchando bajo la consigna de #NiUnaMenos en Mendoza (2020).

Fue fundada a partir del XVIII Encuentro Nacional de Mujeres, hecho producido en la ciudad de Rosario (Santa Fe), en el año 2003 por la docente Andrea Iris D'atri. Su nombre se debe a la huelga bautizada como Bread and Roses, producida en Lawrence, Massachusetts, en 1912, el Pan simboliza un salario adecuado, mientras que las Rosas, simboliza tener mejores condiciones de trabajo y de una vida digna. La agrupación considera que la lucha contra la opresión de las mujeres es, también una lucha anticapitalista, y que por ende, solo la revolución social encabezada por millones de trabajadoras y trabajadores en alianza con el pueblo pobre y todos los sectores oprimidos por el sistema, sea el que acabe con las cadenas del capital. Así pueda sentar las bases para la emancipación de las mujeres, las identidades sexuales y de género.
Además de estar a favor de los derechos de las mujeres y la lucha a favor del proletariado en contra del sistema capitalista, desde sus inicios están a favor de: 
1. Legalización del aborto,[6]
2. Separación de la Iglesia y el Estado,
3. Lucha del colectivo LGBT, etc.
4. Cupo laboral trans,
5. Educación sexual integral, laica y de calidad.[7]

Están en contraposición del feminismo radical y el feminismo liberal. La agrupación tiene presencia no solo en Argentina, sino también en Brasil, Chile, México, Estados Unidos, Bolivia, Francia, Uruguay, Venezuela, España , entre otros países.Las principales referentes de la agrupación en Argentina son la ya mencionada Andrea D'atri, Noelia Barbeito, Myriam Bregman y Nathalia González Seligra.